# Превлак
Превлак је насеље у општини Зубин Поток на Косову и Метохији. Атар насеља се налази на територији катастарске општине Црепуља. Историјски и географски припада Ибарском Колашину. Насеље је на североисточним обронцима Мокре Горе. Име села указује и на положај, јер је село на превлаци између површи и страна које се спуштају према Ибру. Делови села су: Грбов Поток, Суво Брдо, Лекин Лаз, Ричковића Лаз, Осоје... Село је подељено у два засеока: Раденковиће и Грујовиће, данас су чешћи називи Горњи Превлак и Доњи Превлак. После ослобађања од турске власти место је у саставу Звечанског округа, у срезу митровичком, у општини црепуљској и 1912. године има 119 становника.

## Демографија
Насеље има српску етничку већину.
Број становника на пописима:
- попис становништва 1948. године: 155
- попис становништва 1953. године: 158
- попис становништва 1961. године: 139
- попис становништва 1971. године: 123
- попис становништва 1981. године: 94
- попис становништва 1991. године: 79